# Roznov (Texas)

Fayette county na mapě Texasu

Roznov je vesnice a nezařazené území v USA, ve státě Texas, v rámci kterého se řadí pod okres Fayette County. Na některých mapách je tato vesnice také nazývaná Halamicek, podle svého zakladatele.

## Historie
Za zakladatele vesnice bývá považován John Halamicek, který ji pojmenoval podle svého rodiště, českého města Rožnova pod Radhoštěm. Ten do této oblasti přišel v roce 1885 a téhož roku si zde založil i obchod, který zároveň sloužil jako pošta a lékárna, protože Halamicek byl lékárník. První osadníci byli převážně české národnosti, spolu s několika Němci. V roce 1900 se v Roznově nacházel salon, škola, obchod a kovářství. Podle údajů z roku 1933 měl Roznov okolo 50 obyvatel, dnešní počet obyvatel je neznámý.